# Hyakka Ryōran
Singles de Kalafina
into the world/Märchen
(2017)
Hyakka Ryōran est le 21e single de Kalafina sorti sous le label SACRA MUSIC le 9 aout 2017 au Japon. Il sort en format CD, CD+DVD (version normale ou "anime"), CD+Blu-ray et microsillon (33 tours). Il arrive 9e à l'Oricon. Il se vend à 13 374 exemplaires la première semaine et reste classé 10 semaines pour un total de 21 493 exemplaires vendus.
Hyakka Ryōran a été utilisé comme thème de fermeture pour l'anime Katsugeki Tōken Ranbu.

## Liste des titres
| 1. | Hyakka Ryōran (百火撩乱)                     |  |
| 2. | KANTAN KATAN (カンタンカタン)                |  |
| 3. | Tonbo (とんぼ)                               |  |
| 4. | Hyakka Ryōran (instrumental) (百火撩乱)      |  |
| 5. | KANTAN KATAN (instrumental) (カンタンカタン) |  |

| 1. | Hyakka Ryōran (Music Video) (百火撩乱) |  |

| 1. | Hyakka Ryōran (百火撩乱)                     |  |
| 2. | KANTAN KATAN (カンタンカタン)                |  |
| 3. | Tonbo (とんぼ)                               |  |
| 4. | Hyakka Ryōran (instrumental) (百火撩乱)      |  |
| 5. | KANTAN KATAN (instrumental) (カンタンカタン) |  |
| 6. | Hyakka Ryōran (TV Size) (百火撩乱)           |  |

| 1. | TV Anime「Katsugeki Touken Ranbu」non credit ending video (TVアニメ「活撃 刀剣乱舞」ノンクレジットエンディング映像) |  |

| A1. | Hyakka Ryōran (百火撩乱)                    |  |
| A2. | KANTAN KATAN (カンタンカタン)               |  |
| A3. | Tonbo (とんぼ)                              |  |
| B1. | Hyakka Ryōran (instrumental) (百火撩乱)     |  |
| B2. | KANTAN KATAN(instrumental) (カンタンカタン) |  |
| B3. | Tonbo (instrumental) (とんぼ)               |  |
| B4. | Hyakka Ryōran (TV Size) (百火撩乱)          |  |